# Glossamia
Glossamia is een geslacht van straalvinnige vissen uit de familie van de kardinaalbaarzen (Apogonidae).

## Soorten
- Glossamia abo Herre, 1935
- Glossamia aprion Richardson, 1842
- Glossamia arguni Hadiaty & Allen, 2011
- Glossamia beauforti Weber, 1907
- Glossamia gjellerupi Weber & de Beaufort, 1929
- Glossamia heurni Weber & de Beaufort, 1929
- Glossamia narindica Roberts, 1978
- Glossamia sandei Weber, 1907
- Glossamia timika Allen, Hortle & Renyaan, 2000
- Glossamia trifasciata Weber, 1913
- Glossamia wichmanni Weber, 1907